# Frank Vytrisal
Frank Vytrisal (* 10. Dezember 1966 in Darmstadt) ist ein ehemaliger deutscher Triathlet.

## Werdegang
Frank Vytrisal war in seiner Jugend im Schwimmsport aktiv und begann 1993 mit Triathlon. Er startete für das StartNet-Team DSW Darmstadt in der Triathlon-Bundesliga.
Von 1988 bis 1992 studierte er Kunststofftechnik und dann von 1992 bis 1997 Maschinenbau und Sport als Gewerbelehramtsstudium. Seit 1997 war er als Studienrat für Metalltechnik und Sport an der Erasmus-Kittler-Schule in Darmstadt tätig.

Im Februar 2008 hatte er sich vom Schuldienst freistellen lassen, um als Profi-Athlet aktiv zu sein. Der hauptberufliche Studienrat an der Erasmus-Kittler-Schule in Darmstadt wurde von der FAZ als „Amateur der die Profis das Fürchten lehrt“ genannt.
Im August 2011 erklärte er nach dem Rennen in Regensburg das Ende seiner Profikarriere und kündigte an, im Herbst wieder im Schuldienst aktiv zu sein. Im November 2011 startete er im Alter von 44 Jahren dann aber doch noch einmal beim Ironman Florida, wo er mit der schnellsten Radzeit den fünften Rang belegte.
Frank Vytrisal lebt mit seiner Frau  in Darmstadt. Seit August 2012 betreibt er das Ausdauersportportal 4athletes.com.

## Auszeichnungen
- 2008 wurde er Dritter hinter Daniel Unger und Chris McCormack bei der Wahl zum „Triathlet des Jahres“.

## Sportliche Erfolge
| Datum/Jahr    | Rang | Wettbewerb                                         | Austragungsort  | Zeit     | Bemerkung |
| ------------- | ---- | -------------------------------------------------- | --------------- | -------- | --- |
| 2010          | 2    | Moret Triathlon                                    | Münster         | 04:01:18 | Hessenmeister auf der Mitteldistanz (1,9 km Schwimmen, 80 km Radfahren und Lauf über die Halbmarathondistanz) |
| 1. Juni 2008  | 11   | Ironman 70.3 Switzerland                           | Rapperswil-Jona | 03:51:45 | [ 5 ] |
| 13. Sep. 2005 | 3    | DTU Deutsche Triathlon-Meisterschaft Mitteldistanz | Kulmbach        |          | beim Mönchshof-Triathlon                                                                                      |

| Datum/Jahr    | Rang | Wettbewerb                      | Austragungsort    | Zeit     | Bemerkung                                                                                    |
| ------------- | ---- | ------------------------------- | ----------------- | -------- | -------------------------------------------------------------------------------------------- |
| 5. Nov. 2011  | 5    | Ironman Florida                 | Panama City       | 08:21:48 | mit der schnellsten Radzeit (4:19:37 h)                                                      |
| 7. Aug. 2011  | 3    | Ironman Regensburg              | Regensburg        | 08:37:12 |                                                                                              |
| 24. Juli 2011 | 21   | Ironman Germany                 | Frankfurt am Main | 09:01:04 |                                                                                              |
| 21. Nov. 2010 | 24   | Ironman Arizona                 | Tempe             | 09:22:12 |                                                                                              |
| 4. Juli 2010  | 8    | Ironman Germany                 | Frankfurt am Main | 08:35:39 |                                                                                              |
| 5. Juli 2009  | 7    | Ironman Germany                 | Frankfurt am Main | 08:25:19 |                                                                                              |
| 2008          | 3    | Ironman Switzerland             | Zürich            |          |                                                                                              |
| 6. Juli 2008  | DNF  | Ironman Germany                 | Frankfurt am Main | –        |                                                                                              |
| 13. Okt. 2007 | 14   | Ironman Hawaii                  | Hawaii            | 08:37:44 | Als bester deutscher Teilnehmer erreicht Vytrisal auf Hawaii den 14. Rang.                   |
| 1. Juli 2007  | 3    | Ironman Germany                 | Frankfurt am Main | 08:13:34 | mit der schnellsten Radzeit                                                                  |
| 21. Okt. 2006 | 22   | Ironman Hawaii                  | Hawaii            | 08:42:24 |                                                                                              |
| 2006          | 3    | Ironman Germany                 | Frankfurt am Main | 08:24:36 |                                                                                              |
| 10. Juli 2005 | 5    | Ironman Germany                 | Frankfurt am Main | 08:41:24 |                                                                                              |
| 2005          | 1    | Moret Triathlon                 | Münster           |          | Hessenmeister auf der Mitteldistanz                                                          |
| 27. Juni 2004 | 2    | Ironman France                  | Nizza             | 08:46:26 |                                                                                              |
| 2002          | 7    | Ironman France                  | Nizza             |          | 7. Rang in der Gesamtwertung, 5. Rang in der Profiwertung und 2. Rang in der Altersklasse 35 |
| 2001          | 2    | Triathlon de Gérardmer          | Gérardmer         |          | Zweiter auf der Mitteldistanz                                                                |
| 26. Okt. 1996 | 101  | Ironman Hawaii                  | Hawaii            |          |                                                                                              |
| 1995          |      | Triathlon International de Nice | Nizza             |          | Vizeweltmeister in der AK Hauptklasse                                                        |
| 1. Okt. 1994  | 97   | Ironman Hawaii                  | Hawaii            |          |                                                                                              |
| 10. Juli 1994 | 41   | Ironman Europe                  | Roth              | 08:57:30 | 13. Rang in der Klasse M25                                                                   |

| Datum/Jahr    | Rang | Wettbewerb          | Austragungsort | Zeit | Bemerkung                                                         |
| ------------- | ---- | ------------------- | -------------- | ---- | ----------------------------------------------------------------- |
| 21. Juni 2013 | 1    | Race Across America | Panama City    |      | Start und Sieg beim RAAM im 4er-Team, nach 5 Tagen und 21 Stunden |

(DNF – Did Not Finish)